# Stephanos II. Ghattas
Stephanos II. Kardinal Ghattas CM (* 16. Januar 1920 in Sheikh Zein-el-Dine, Ägypten; † 20. Januar 2009 in Kairo) war Patriarch von Alexandrien der koptisch-katholischen Kirche und Kardinal der Römischen Kirche.

## Leben
Andraos (Andreas, Taufname) Ghattas studierte in Rom Katholische Theologie und Philosophie und empfing 1944 die Priesterweihe. Anschließend dozierte er Philosophie und Dogmatik am Priesterseminar von Tahta und trat 1952 in die Kongregation der Lazaristen (Vinzentiner) ein. Nach sechs Jahren Tätigkeit als Seelsorger im Libanon wurde er Superior und Ökonom seines Ordens in Alexandria.
1967 wählte ihn die Synode der koptisch-katholischen Bischöfe zum Bischof von Luxor (Theben). Die Bischofsweihe spendete ihm am 9. Juni 1967 Kardinal Stephanos I. Sidarouss CM, der Patriarch von Alexandria, Mitkonsekratoren waren Isaac Ghattas, Bischof von Minya, Youhanna Nueir, Bischof von Assiut, sowie Youhanna Kabes, Weihbischof in Alexandria. 1986 trat er die Nachfolge von Stephanos I. an. Andraos Ghattas nahm nach seiner Wahl den Namen Stéphanos II. an. Am 24. Februar 2000 traf er im Rahmen seiner Amtseinführung mit Papst Johannes Paul II. in Kairo zusammen; ein Treffen, das besonderen historischen Wert hatte.
Papst Johannes Paul II. nahm ihn im Konsistorium vom 21. Februar 2001 als Kardinalbischof in das Kardinalskollegium auf. Am 27. März 2006 trat er aus Altersgründen vom Patriarchenamt zurück. Zu seinem Nachfolger wurde Erzbischof Antonios Naguib gewählt.